# Coppa dei Campioni 1984-1985 (pallamano maschile)
La Coppa dei Campioni 1984-1985 è stata la 25ª edizione del massimo torneo europeo di pallamano riservato alle squadre di club. È stata organizzata dall'International Handball Federation, la federazione internazionale di pallamano. La competizione è iniziata ad ottobre 1984  si è conclusa il 20 aprile 1985.
Il torneo è stato vinto dalla compagine jugoslava dell'RK Metaloplastika per la 1ª volta nella sua storia.

## Risultati

### Primo turno
| Squadra 1            | Squadra 2               | Andata                     | Ritorno                     | Totale  |
| -------------------- | ----------------------- | -------------------------- | --------------------------- | ------- |
| HSC Plzeň            | HC Initia Hasselt       | Plzeň, 14 ottobre 1984     | Hasselt, 21 ottobre 1984    | 28 - 27 |
| HSC Plzeň            | HC Initia Hasselt       | 16 - 13                    | 12 - 14                     | 28 - 27 |
| CSA Steaua Bucarest  | Ionikos Atene           | Bucarest, 14 ottobre 1984  | Atene                       | 66 - 41 |
| CSA Steaua Bucarest  | Ionikos Atene           | 36 - 25                    | 30 - 16                     | 66 - 41 |
| SKA Minsk            | BK-46 Karis             | Minsk, 21 ottobre 1984     | Minsk, 23 ottobre 1984      | 77 - 50 |
| SKA Minsk            | BK-46 Karis             | 37 - 28                    | 40 - 22                     | 77 - 50 |
| FH Hafnafjordur      | Fredensborg IL          | Hafnarfjörður              | Oslo                        | 73 - 47 |
| FH Hafnafjordur      | Fredensborg IL          | 34 - 16                    | 39 - 31                     | 73 - 47 |
| Vlug en Lenig Geleen | Handball Club Liverpool | Sittard-Geleen             | Liverpool                   | 53 - 19 |
| Vlug en Lenig Geleen | Handball Club Liverpool | 23 - 10                    | 30 - 9                      | 53 - 19 |
| SMUC Marsiglia       | Handball Scafati        | Marsiglia, 14 ottobre 1984 | Scafati, 23 ottobre 1984    | 45 - 43 |
| SMUC Marsiglia       | Handball Scafati        | 24 - 16                    | 21 - 27                     | 45 - 43 |
| CSKA Sofia           | Yenisehir Horta Ankara  | Sofia                      | Ankara                      | 55 - 38 |
| CSKA Sofia           | Yenisehir Horta Ankara  | 30 - 20                    | 25 - 18                     | 55 - 38 |
| HB Dudelange         | RTV 1879 Basilea        | Dudelange, 14 ottobre 1984 | Basilea                     | 22 - 38 |
| HB Dudelange         | RTV 1879 Basilea        | 13 - 16                    | 9 - 22                      | 22 - 38 |
| ATSE Graz            | SC Magdeburgo           | Graz, 14 ottobre 1984      | Magdeburgo, 21 ottobre 1984 | 38 - 57 |
| ATSE Graz            | SC Magdeburgo           | 19 - 28                    | 19 - 29                     | 38 - 57 |
| Hapoel Rehovot       | BM Atletico Madrid      | Rehovot, 14 ottobre 1984   | Madrid                      | 24 - 38 |
| Hapoel Rehovot       | BM Atletico Madrid      | 12 - 17                    | 12 - 21                     | 24 - 38 |

### Ottavi di finale
| Squadra 1            | Squadra 2           | Andata                  | Ritorno       | Totale  |
| -------------------- | ------------------- | ----------------------- | ------------- | ------- |
| RK Metaloplastika    | HSC Plzeň           | Šabac                   | Plzeň         | 64 - 44 |
| RK Metaloplastika    | HSC Plzeň           | 36 - 18                 | 28 - 26       | 64 - 44 |
| SKA Minsk            | CSA Steaua Bucarest | Minsk, 18 novembre 1984 | Bucarest      | 46 - 48 |
| SKA Minsk            | CSA Steaua Bucarest | 24 - 26                 | 22 - 22       | 46 - 48 |
| Budapest Honvéd FC   | FH Hafnafjordur     | Budapest                | Hafnarfjörður | 51 - 53 |
| Budapest Honvéd FC   | FH Hafnafjordur     | 29 - 27                 | 22 - 26       | 51 - 53 |
| Vlug en Lenig Geleen | SMUC Marsiglia      | Sittard-Geleen          | Marsiglia     | 45 - 43 |
| Vlug en Lenig Geleen | SMUC Marsiglia      | 24 - 20                 | 21 - 23       | 45 - 43 |
| Wybrzeze Gdansk      | HC Dukla Praga      | Danzica                 | Praga         | 44 - 49 |
| Wybrzeze Gdansk      | HC Dukla Praga      | 24 - 25                 | 20 - 24       | 44 - 49 |
| CSKA Sofia           | TV Grosswallstadt   | Sofia, 18 novembre 1984 | Großwallstadt | 31 - 38 |
| CSKA Sofia           | TV Grosswallstadt   | 17 - 12                 | 14 - 26       | 31 - 38 |
| RTV 1879 Basilea     | Gladsaxe HG         | Basilea                 | Gladsaxe      | 38 - 45 |
| RTV 1879 Basilea     | Gladsaxe HG         | 18 - 25                 | 20 - 20       | 38 - 45 |
| BM Atletico Madrid   | SC Magdeburgo       | Madrid                  | Magdeburgo    | 43 - 41 |
| BM Atletico Madrid   | SC Magdeburgo       | 28 - 16                 | 15 - 25       | 43 - 41 |

### Quarti di finale
| Squadra 1         | Squadra 2            | Andata        | Ritorno        | Totale  |
| ----------------- | -------------------- | ------------- | -------------- | ------- |
| RK Metaloplastika | CSA Steaua Bucarest  | Šabac         | Bucarest       | 44 - 37 |
| RK Metaloplastika | CSA Steaua Bucarest  | 24 - 19       | 20 - 18        | 44 - 37 |
| FH Hafnafjordur   | Vlug en Lenig Geleen | Hafnarfjörður | Sittard-Geleen | 48 - 40 |
| FH Hafnafjordur   | Vlug en Lenig Geleen | 24 - 16       | 24 - 24        | 48 - 40 |
| TV Grosswallstadt | HC Dukla Praga       | Großwallstadt | Praga          | 38 - 45 |
| TV Grosswallstadt | HC Dukla Praga       | 23 - 21       | 15 - 24        | 38 - 45 |
| Gladsaxe HG       | BM Atletico Madrid   | Gladsaxe      | Madrid         | 23 - 48 |
| Gladsaxe HG       | BM Atletico Madrid   | 11 - 27       | 12 - 21        | 23 - 48 |

### Semifinali
| Squadra 1          | Squadra 2       | Andata                | Ritorno                      | Totale  |
| ------------------ | --------------- | --------------------- | ---------------------------- | ------- |
| RK Metaloplastika  | FH Hafnafjordur | Šabac                 | Hafnarfjörður, 27 marzo 1985 | 62 - 38 |
| RK Metaloplastika  | FH Hafnafjordur | 32 - 17               | 30 - 21                      | 62 - 38 |
| BM Atletico Madrid | HC Dukla Praga  | Madrid, 23 marzo 1985 | Praga                        | 33 - 32 |
| BM Atletico Madrid | HC Dukla Praga  | 16 - 14               | 17 - 18                      | 33 - 32 |

### Finale
| Squadra 1         | Squadra 2          | Andata                | Ritorno                | Totale  |
| ----------------- | ------------------ | --------------------- | ---------------------- | ------- |
| RK Metaloplastika | BM Atletico Madrid | Šabac, 13 aprile 1985 | Madrid, 20 aprile 1985 | 49 - 32 |
| RK Metaloplastika | BM Atletico Madrid | 19 - 12               | 30 - 20                | 49 - 32 |

## Campioni
| Vincitore della Coppa dei Campioni 1984-1985 |
| -------------------------------------------- |
| RK Metaloplastika 1º titolo                  |